# Don Nguyễn
Nguyễn Đức Chung, thường được biết đến với nghệ danh Don Nguyễn (sinh ngày 4 tháng 10 năm 1982), là một nam ca sĩ kiêm diễn viên người Việt Nam. Anh được biết đến với tư cách là tác giả của các clip nhái lại các phần trình diễn của các ca sĩ, nghệ sĩ nổi tiếng trong nước được lan truyền trên mạng Internet.

## Tiểu sử và sự nghiệp
Anh tên thật là Nguyễn Đức Chung, sinh ngày 4 tháng 10 năm 1982 tại Thành phố Hồ Chí Minh.
Từ nhỏ Don được xem là sớm biểu hiện niềm đam mê nghệ thuật và có năng khiếu múa, sau này anh đã cùng một số người bạn lập nhóm nhảy. Lúc đầu, nhóm hoạt động khá sôi nổi nhưng về sau có nhiều điểm bất đồng nên chỉ được hai năm thì tan rã. Chán nản vì điều đó nên Don quyết định từ bỏ nghệ thuật và lên đường đi du học ngành kinh tế ở Mỹ. Trong thời gian học ở Mỹ, Don đã tự làm các clip nhái lại các phần trình diễn của các ca sĩ, nghệ sĩ nổi tiếng trong nước rồi tải lên mạng Internet. Việc này nhanh chóng khiến anh trở thành hiện tượng trên mạng và rất được dư luận quan tâm bởi cả khán giả và các nghệ sĩ bị anh "làm nhái". Đa số các nghệ sĩ này không tỏ ý phiền lòng vì đây chỉ là "làm cho vui, không có ý lừa dối, giả mạo". Một số nghệ sĩ như Thúy Nga, Thành Lộc còn giúp đỡ Don thực hiện các clip làm nhái này.
Sau khi tốt nghiệp, Don từ bỏ cơ hội làm việc ở Mỹ để về Việt Nam. Anh tham gia phim Gia đình số đỏ, chương trình Ơn giời cậu đây rồi! và một số dự án ca nhạc như: "Ông xã em number one", "Vẽ một nụ cười" và "Lời tỏ tình đáng yêu".
Hiện nay Don là diễn viên thuộc sân khấu kịch Thiên Đăng.

## Album đã phát hành
- Anh biết
- Phố đông (ft. Tinna Tình)
- Cậu ấm

## MV
Danh sách các music video có sự góp mặt của Don Nguyễn chưa kể các video "hát nhép" đã nêu trên.
- Vợ chồng xì tin
- Vẽ một nụ cười
- Cậu ấm
- Chuyện tình Đô và Điệu
- Đóa hoa tình
- Vọng cổ Geisha
- Xin đừng tiếc nuối
- Ông xã em number one
- Ông xã em number one (quảng cáo kem đánh răng Closeup)
- Anh biết - với JC Hưng
- Phố đông - với Tinna Tình
- Nhật ký Zing ME (Số 05) - với Cường DC, Nam Cường, Phạm Nhật Huy, Nhiều nghệ sĩ
- Chào năm mới - với Miu Lê, Nam Cường, Vũ Bảo, Hoàng Mập, Phi Long, Gia Bảo, Quách Tuấn Du, SMS, Lâm Thanh Phong, Duyên Anh Idol
- Ca sĩ chúc Tết - với Miu Lê, Nam Cường, Vũ Bảo, Hoàng Mập, Phi Long, Gia Bảo, Quách Tuấn Du, SMS, Lâm Thanh Phong, Thái Trinh, Đông Dương, Hoàng Ngọc My

## Clip nhép
Danh sách các clip nhép là nhép theo giọng của của nghệ sĩ khác hoặc âm thanh đã có sẵn.
- Em giận (Phương Thanh)
- Vietnamese Idol (các thí sinh cuộc thi Vietnam Idol: Thần tượng âm nhạc Việt Nam)
- Bà già Yamaha (Thúy Nga)
- Hail Holy Queen (Whoopi Goldberg và dàn cast đóng vai soeur trong phim Khi các bà sơ hành động)
- Hợp đồng mãnh thú (NSƯT Thành Lộc)
- Chuyện tình con răng vàng (Tran Thien)
- Nữ thần nhảy múa (Chị Ba) trong vở kịch Chuyện thần tiên xứ phù tang (NSƯT Thành Lộc)
- Thiết phiến công chúa (bà la sát) trong vở kịch Tề Thiên Đại Thánh đại chiến Hồng Hài Nhi) (Thanh Thủy)
- Diệu trong vở cải lương Nửa đời hương phấn (NSND Lệ Thủy)
- "Teen vọng cổ" (Vĩnh Thuyên Kim)

## Phim đã tham gia

### Điện ảnh
| Năm  | Tựa phim             | Vai diễn        | Đạo diễn         | Nguồn |
| ---- | -------------------- | --------------- | ---------------- | ----- |
| 2011 | Hot boy nổi loạn     | Đàn em của Danh | Vũ Ngọc Đãng     |       |
| 2012 | Nàng men chàng bóng  |                 | Võ Tấn Bình      |       |
| 2013 | Âm mưu giày gót nhọn | Danny           | Trần Hàm         |       |
| 2014 | Hai lúa              |                 | Lê Quang Hưng    |       |
| 2014 | Chàng trai năm ấy    | Quang Huy       | Nguyễn Quang Huy |       |

### Truyền hình
| Năm  | Tựa phim                 | Vai diễn   | Đạo diễn                         | Kênh   | Nguồn |
| ---- | ------------------------ | ---------- | -------------------------------- | ------ | ----- |
| 2002 | Ngày xưa ấy              | Kiên       | Vĩnh Thanh                       | VTV3   |       |
| 2007 | Đường về nhà             | Vũ Minh    | Lê Dân                           | HTV7   |       |
| 2010 | Gia đình số đỏ           | Phát Minh  | Văn Công Viễn                    | HTV9   |       |
| 2011 | Anh chàng vượt thời gian | Thái Giám  | Hoàng Thiên Trụ                  | VTV3   |       |
| 2015 | Thám tử miệt vườn        |            | Võ Tấn Bình                      | VTV9   |       |
| 2016 | Nguyệt thực              | Thắng Rose | Nguyễn Trọng Hải                 | VTV3   |       |
| 2017 | Chữ T danh vọng          |            | Đặng Minh Quốc                   | SCTV14 |       |
| 2020 | Gạo nếp gạo tẻ 2         | Anh Tám    | Nguyễn Hoàng Anh - Võ Thạch Thảo | HTV2   |       |

## Đời tư
Don Nguyễn sống chung với bạn trai là Mai Thanh Tú, sinh năm 1990.